# Doaa el-Adl
Doaa el-Adl (arabe : دعاء العدل), née en 1979, est une caricaturiste égyptienne travaillant notamment pour le quotidien Al-Masri al-youm. Elle est connue pour ses caricatures sur des thèmes politiques, sociaux, religieux ou de genre. Elle est citée comme une des dessinatrices égyptiennes les plus notoires. Ses dessins pour Al-Masry Al-Youm ont engendré des réactions à plusieurs reprises. Elle vit et travaille au Caire. Elle a reçu différents prix et distinctions nationales et internationales, notamment pour son courage.

## Biographie
Née en 1979, originaire de Damiette, elle étudie les Beaux-Arts à l'Université d'Alexandrie, obtenant son diplôme en 2000,section décoration, théâtre et cinéma. Elle travaille ensuite en décoration intérieur à Damiette. Puis, à Alexandrie, elle illustre des livres pour enfants. Enfin, elle s’installe au Caire. Dans un premier temps, elle obtient un emploi de maquettiste dans une revue informatique. Elle publie une première illustration sur le blog Bent masriya (fille égyptienne) mais l'écho est limité. La caricature de presse l'intéresse et elle tente de se faire connaître, va à la rencontre de dessinateurs en place et montre ses dessins.
Elle commence à publier des caricatures en 2005 grâce à l'appui du dessinateur Amr Sélim, qui à l'époque lui ouvre l'accès à la rédaction du journal Al-Dustour. Elle travaille ensuite en tant que dessinatrice pour différents journaux : Al-Dustour, Rose al-Yûsuf et Sabah El Kheir, et réalise des illustrations pour Qatr El Nada, Alaa El Din et Bassem. Elle est ensuite mise à contribution par Al-Masri Al-Youm. 
En 2009, elle devient la première femme égyptienne à recevoir une distinction journalistique pour des caricatures. En 2014, El Adl est honorée dans le cadre de la campagne Cartooning for Peace (Caricature pour la Paix) du Centre régional d'information des Nations unies pour l'Europe occidentale (UNRIC),. La distinction lui est remise par l'ancien Secrétaire Général des Nations unies Kofi Annan, qui indique que ce prix « veut distinguer ceux qui mettent leur voix et leur talent artistique au service de la paix et de la tolérance et qui utilisent un langage universel des images pour informer, éduquer et célébrer notre humanité commune ». En 2016, elle est incluse dans une liste établie par la BBC appelée 100 Women et mettant en avant des femmes jugées influentes par leur activité.

## Travaux
Après la révolution égyptienne de 2011, son travail devient fortement critique à l'égard du président Mohamed Morsi.
En décembre 2012, une de ses caricatures publiées par Al-Masry Al-Youm engendre des réactions : elle représente un ange informant Adam et Eve qu'ils auraient pu rester dans le Jardin d'Eden s'ils avaient voté pour le bon candidat. Pour elle, cette caricature se veut une critique des « politiciens qui profitent de la religion et l'utilisent pour dominer et influencer les gens simples »,  mais elle est accusée de blasphème par Khaled El Masry, avocat salafiste et alors secrétaire général du Centre national pour la défense des libertés (National Centre for Defending Freedoms) du Front salafiste. La poursuite engagée contre elle allègue que la caricature insulte le rôle d'Adam dans l'Islam. Une enquête est ordonnée par le procureur général Talaat Abdallah, mais cette procédure est abandonnée après le coup d'État du 3 juillet 2013 en Égypte.
La même année, elle est interrogée par ce même procureur général Talaat Abdallah pour une caricature dans laquelle elle critique les islamistes en Égypte et leur influence en politique. Le dessinateur brésilien Carlos Latuff lui apporte un soutien avec un dessin qui la représente en train de se défendre contre un islamiste avec un crayon en forme de lance.
En février 2013, elle crée une caricature pour critiquer les mutilations génitales féminines, en représentant un homme à l'air miteux grimpant une échelle et tenant une paire de ciseaux, pour couper une fleur rouge entre les jambes d'une femme. S'adressant à la conférence Clitoraid en 2013, elle explique : « Avant la révolution, je dessinais par hasard sur les problèmes des femmes et leurs problèmes, mais maintenant je suis obligée de dessiner ces caricatures sur les femmes pour défendre ma propre existence, ma liberté personnelle qui sont menacées sous le règne des Frères musulmans ». Ses caricatures représentant le procès du Président Hosni Moubarak ont également été notoires.
En 2016, ses travaux ont porté sur des sujets internationaux tels que le Brexit, l'attaque de l'université de Charsadda et les campagnes sur les violences faites aux femmes.

## Récompenses
- 2009 : distinction journalistique du Syndicat des journalistes égyptien,
- 2013 : 41e prix Forte dei Marmi de la satire politique, dans la catégorie des dessins satiriques internationaux[15],
- 2014 : primée dans le cadre de la campagne Cartooning for Peace (Caricature pour la Paix) de l'UNRIC.